# Verbroedering Hofstade
Verbroedering Hofstade is een Belgische voetbalclub uit Hofstade. De club is aangesloten bij de KBVB met stamnummer 3526 en heeft geel en rood als kleuren.

## Geschiedenis
De club sloot zich in 1942 aan bij de Belgische Voetbalbond. Na een vriendschappelijke wedstrijd tegen een selectie Engelse soldaten in 1945 werd de club Verbroedering Hofstade opgericht. Deze bestond uit een samensmelting van de drie Hofstaadse voetbalploegen van toenː FC Albert Hofstade, SK Hofstade en Clauwaerts Hofstade, die allen reeds voor de Tweede Wereldoorlog actief waren. De club nam rood en geel als clubkleuren aan en kwam uit in de provinciale reeksen.
In 1951/52 bereikte Verbroedering Hofstade Eerste Provinciale, daarna volgde een kwarteeuw Tweede Provinciale. In 1970 nam de club haar nieuwe installaties aan de Ossebeemden in gebruik. Op het eind van de jaren 70 zakte men even verder weg naar Derde Provinciale, tot menn in 1982 weer kampioen werd. De rest van de jaren 80 ging het echter weer verder bergaf en in 1988 zakte men naar Vierde Provinciale, het allerlaagste provinciale niveau.
De volgende jaren ging verbroedering Hofstade wat op en neer tussen Derde en Vierde Provinciale. In 1999 keerde men terug in Derde Provinciale. Na vier jaar wist men daar in 2003 na een testwedstrijd tegen Sporting Erps-Kwerps promotie af te dwingen naar Tweede Provinciale. In 2005 slaagde men er alweer in door te stoten naar Eerste Provinciale, maar het verblijf daar duurde maar een seizoen en in 2006 zakte men weer naar Tweede Provinciale. Het verval zette zich de volgende jaren voort, want in 2010 zakte men nog verder naar Derde Provinciale en in 2014 degradeerde men weer naar Vierde Provinciale.
In 2012 startte Verbroedering Hofstade een project opgestart rond een G-jeugdploeg, De Grasstuivers, een jeugdwerking voor kinderen met een beperking.

## Resultaten
Verbroedering Hofstade heeft de voorbije seizoenen steeds mindere eindresultaten gekend waardoor ze van de goede middenmoot naar eerder de onderste posities van de 3e provinciale reeks zakten. Deze trend zette zich door en vertaalde zich in het seizoen 2013-14 in een laatste plaats en degradatie naar 4e provinciale. In hun eerste seizoen op het laagste provinciale niveau, behaalde Hofstade de 14 en voorlaatste plaats.

### Tabel
Onderstaande tabel geeft enkel de resultaten weer vanaf het seizoen 2007/08.
| Seizoen | Klasse | Klasse | Klasse | Klasse | Klasse | Klasse | Klasse | Klasse | Klasse | Reeks                        | Punten                       | Opmerkingen                                            |
|         | I      | I      | II     | III    | IV     | P.I    | P.II   | P.III  | P.IV   |                              |                              |                                                        |
| ------- | ------ | ------ | ------ | ------ | ------ | ------ | ------ | ------ | ------ | ---------------------------- | ---------------------------- | ------------------------------------------------------ |
| 2007/08 |        |        |        |        |        |        | 7      |        |        | 2e Prov. A Brab.             | 46                           |                                                        |
| 2008/09 |        |        |        |        |        |        | 7      |        |        | 2e Prov. A Brab.             | 43                           |                                                        |
| 2009/10 |        |        |        |        |        |        | 15     |        |        | 2e Prov. A Brab.             | 30                           | Degradatie na voorlaatste plaats                       |
| 2010/11 |        |        |        |        |        |        |        | 5      |        | 3e Prov. E Brab.             | 50                           |                                                        |
| 2011/12 |        |        |        |        |        |        |        | 11     |        | 3e Prov. E Brab.             | 29                           |                                                        |
| 2012/13 |        |        |        |        |        |        |        | 13     |        | 3e Prov. E Brab.             | 32                           |                                                        |
| 2013/14 |        |        |        |        |        |        |        | 16     |        | 3e Prov. E Brab.             | 18                           | Degradatie na laatste plaats                           |
| 2014/15 |        |        |        |        |        |        |        |        | 14     | 4e Prov. F Brab.             | 25                           | Voorlaatste plaats                                     |
| 2015/16 |        |        |        |        |        |        |        |        | 13     | 4e Prov. F Brab.             | 21                           |                                                        |
|         | 1A     | 1B     | 1Nat   | 2Afd   | 3Afd   | P.I    | P.II   | P.III  | P.IV   | Competitiehervorming 2016/17 | Competitiehervorming 2016/17 | Competitiehervorming 2016/17                           |
| 2016/17 |        |        |        |        |        |        |        |        | 8      | Vierde Prov. Brab. D         | 40                           |                                                        |
| 2017/18 |        |        |        |        |        |        |        |        | 3      | Vierde Prov. Brab. D         | 52                           |                                                        |
| 2018/19 |        |        |        |        |        |        |        |        | 6      | Vierde Prov. Brab. D         | 55                           |                                                        |
| 2019/20 |        |        |        |        |        |        |        |        | 4      | Vierde Prov. Brab. D         | 43                           |                                                        |
| 2020/21 |        |        |        |        |        |        |        |        | -      | Vierde Prov. Brab. D         | –                            | Seizoen na 5 speeldagen afgelast wegens coronapandemie |
| 2021/22 |        |        |        |        |        |        |        |        | 3      | Vierde Prov. Brab. E         | 51                           |                                                        |
| 2022/23 |        |        |        |        |        |        |        |        | 1      | Vierde Prov. Brab. C         | 75                           |                                                        |
| 2023/24 |        |        |        |        |        |        |        | 13     |        | Derde Prov. Brab. B          | 29                           |                                                        |
| 2024/25 |        |        |        |        |        |        |        | 7      |        | Derde Prov. Brab. B          | 44                           |                                                        |
| 2025/26 |        |        |        |        |        |        |        |        |        | Derde Prov. Brab. B          |                              |                                                        |